# ایپلسه

ایپلسه شهری در شهرستان ایپلسه در استان بازگا در بورکینافاسوی مرکزی است و جمعیت آن ۲۰۷۳ نفر است.